# Hubert Robyn
Jean Hubert Robyn (Neder-Over-Heembeek, 26 oktober 1879 - Sint-Pieters-Woluwe, 2 mei 1966) was een Belgisch volksvertegenwoordiger.

## Levensloop
Robyn promoveerde tot doctor in de rechten en werd advocaat en bestuurder van vennootschappen.
In 1918 werd hij liberaal volksvertegenwoordiger voor het arrondissement Brussel in vervanging van de tijdens de oorlog overleden Louis Huysmans. Dit was maar van korte duur, hetzij tot aan de verkiezingen van 16 november 1919. Hij werd echter verkozen bij de verkiezingen van 1921 en vervulde toen het mandaat tot in 1925.